# تم خشتی مظفرآباد
تم خشتی مظفر آباد مربوط به هزاره اول قبل از میلاد است و در شهرستان کهنوج، بخش رودبار، روستای مظفر آباد واقع شده و این اثر در تاریخ ۲۷ مرداد ۱۳۸۲ با شمارهٔ ثبت ۹۵۸۰ به‌عنوان یکی از آثار ملی ایران به ثبت رسیده است.